# Шиљковача (Цетинград)
Шиљковача је насељено место у општини Цетинград, на Кордуну, Карловачка жупанија, Република Хрватска.

## Географија
Шиљковача се налази око 4,5 км југоисточно од Цетинграда.

## Историја
Шиљковача се од распада Југославије до августа 1995. године налазила у Републици Српској Крајини. До 1991. била је у саставу насељеног места Ђурин Поток, а од 2001. је самостално насеље. До територијалне реорганизације у Хрватској налазила се у саставу бивше велике општине Слуњ.

## Становништво
Према попису становништва из 2011. године, насеље Шиљковача је имало 64 становника.

### Број становника по пописима
| Националност   | 2001. | 1991. | 1981. | 1971. | 1961. | 1953. | 1948. | 1931. | 1921. | 1910. | 1900. | 1890. | 1880. | 1869. | 1857. |
| бр. становника | 71    | %     | %     | 105   | 128   | 145   | 141   | 166   | 150   | 143   | 123   | 112   | %     | %     | %     |

- напомене:

У 2001. настало издвајањем из насеља Ђурин Поток. Као део насеља исказивано од 1890. У 1981. и 1991. подаци садржани у насељу Ђурин Поток.